# Pascal Cagni
Pour les articles homonymes, voir Cagni.
Pascal Cagni, né le 28 octobre 1961 à Cernay en Alsace, est un dirigeant d’entreprise français. De 2000 à 2012, embauché chez Apple par Steve Jobs, il a participé au développement d'Apple en tant que vice-président et directeur général de la région Europe, Moyen-Orient, Inde et Afrique. Depuis 2004, Pascal Cagni est fondateur et président de la plateforme entrepreneuriale C4 Industries qui intègre, depuis septembre 2024, la Maison Lelièvre dont il devient président. En 2017, il est nommé président du conseil d’administration de l’agence Business France et ambassadeur délégué aux investissements internationaux par le président de la République Emmanuel Macron. Il a été reconduit à cette fonction en mai 2025.

## Biographie

### Jeunesse, formation et vie privée
Né le 28 octobre 1961 à Cernay (Haut Rhin), Pascal Cagni a fait ses études au lycée Scheurer-Kestner de Thann. Le journal DNA dit ainsi qu’« il a grandi dans un univers multiculturel, associant la rigueur et le sérieux de l'Alsace à la créativité de ses origines italiennes lombardes ».
Il est diplômé de l’Institut d'études politiques de Paris (Sciences Po) section service public (1984), de l'École des hautes études commerciales de Paris (HEC MBA, promotion 1986) et de l’Université Strasbourg III Robert Schumann en droit des affaires (1984).
Il a également suivi l’Executive Program for Growing Companies (EPGC) de l'Université Stanford en 1997 et été auditeur de la 63e Session Nationale de l’IHEDN en 2010.
Il est marié et père de quatre enfants : Inès, Diane, Paul, Charles.

### Début de carrière
En 1986, il intègre Booz Allen Hamilton comme Consultant en stratégie. En 1988, il rejoint Compaq en tant que responsable marketing. Il quitte Compaq en 1991 pour rejoindre la Software Publishing Corporation (SPC) et établir à Nice la première branche Europe du Sud du groupe, avant de prendre la direction du marketing et du développement commercial de la région Europe à Londres.

### Packard Bell NEC
Il rejoint Packard Bell en 1995 et participe à la création à Angers d’un centre mondial d’ingénierie, production et opérations de plus de 1500 salariés. Il établit également une structure de ventes et marketing pan-européenne. Il joue un rôle essentiel dans l'établissement d'une nouvelle R&D, d'installations de fabrication et d'opérations, créant plus de 3 000 emplois dans la vallée de la Loire. En 1997, il devient Vice-Président, Directeur Général Europe de Packard Bell, principale division du groupe NEC Computer International, né de la fusion de Packard Bell, Zenith Data Systems, Brett et NEC. Sous sa direction, Packard Bell devient le numéro un sur le marché européen des PC grand public.

### Apple
En 2000, il est recruté directement par Steve Jobs qui le nomme Vice-Président et Directeur Général d’Apple Europe, Moyen-Orient, Inde et Afrique (EMEIA). En 12 ans, sous sa direction, Apple EMEIA affiche, trimestre après trimestre, la plus forte croissance du groupe Apple avec un chiffre d’affaires passant de 1,3 à plus de 40 milliards de dollars.
Par ailleurs, il renforce les positions de la marque Apple par la création du réseau des Apple Premium Reseller (APR), concept exporté par Apple partout dans le monde, représentant à ce jour plus de 1200 magasins pour un chiffre d’affaires de plus de 8 milliards de dollars et l’implantation d’Apple Shops.
Il quitte le groupe le 31 octobre 2012.

## Plateforme entrepreneuriale C4
En 2004, Pascal Cagni fonde la plateforme entrepreneuriale C4  dont la mission est d'accompagner les entrepreneurs dans leur projet, qui intègre C4 industries, investisseur de référence de plusieurs entreprises du patrimoine vivant et transition verte ; C4 Ventures, fonds de capital-risque européen avec un portefeuille de plus de 50 startups dont 9 sont devenues licornes ; C4 Collection, groupe para-hôtelier, et Cagni Foundation C4.

### C4 Industries
Depuis 2004, C4 Industries investit dans des entreprises industrielles qui préservent le patrimoine et encouragent la transition verte avec C4 Manufactures, et réalise des investissements minoritaires stratégiques avec C4 Participations.
C4 Manufactures est investisseur de référence dans la Maison Lelièvre, maison française tricentenaire spécialisée dans les tissus d'ameublement, membre du Comité Colbert - et Crime Science Technology, qui se focalise sur la sécurisation des documents d'identité. En 2025, C4 a investi dans Arc - leader international des arts de la table qui fête cette année son 200e anniversaire. 
C4 Participations compte dans son portefeuille Cleeng, ELCA, Freelance, iPulse.

### C4 Ventures
En 2014, Pascal Cagni a créé avec Christophe Walewski, Olivier Huez et Boris Bakech, un fonds d’investissement en capital-risque appelé C4 Ventures. Il a ensuite été rejoint par Michel Sassano (2018) et Eric Boustouller (2022), ancien président de Microsoft France et Europe de l'Ouest.
Basé à Paris, la société accompagne les entrepreneurs en tant que meneur majoritaire en Série A et co-investisseur dans les tours de table suivants. Depuis sa création, C4 Ventures a investi dans plus de 48 entreprises en forte croissance autour de trois thèmes majeurs : Smart Hardware, Future of Commerce et Future of Work, s'appuyant sur les technologies (intelligence artificielle, Web3, blockchain, cybersécurité, informatique quantique) conduisant à un changement de paradigme dans l'informatique.
Entre 2014 et 2022, C4 Ventures a accompagné une demi-douzaine de licornes, plaçant le VC dans le top 10 des investisseurs français en phase de démarrage. 
Son deuxième fonds C4 Ventures II, régulé par l'AMF, a ouvert à Paris en 2020 et compte déjà deux licornes à son actif : DriveNets, une société qui offre aux fournisseurs de services télécom un moyen plus rapide et plus économe de se développer en utilisant, au-delà du matériel, le logiciel et le cloud computing, et  PsiQuantum, startup basée à Palo Alto qui développe un ordinateur quantique utilisant des qubits à base de photons.
Les investissements les plus récents de C4 Ventures : Neura Robotics (robotique) et Alice & Bob. Aujourd’hui, le portefeuille de C4 Ventures compte plus de 50 startups, dont 9 sont devenues des licornes.

### Villa Cagni Troubetzkoy et C4 Collection
Entre septembre 2012 et mai 2021, Pascal Cagni a dirigé un vaste projet de restauration de la Villa Cagni Troubetzkoy. Construite en 1848 par un prince russe, cette demeure d’exception, située face à la Villa d'Este sur la lac de Côme en Italie, était tombée dans l'oubli jusqu'à sa découverte par la famille Cagni. 
En 2024, les éditions Flammarion Styles et Design ont publié un ouvrage consacré à cette restauration, sous la direction de la chercheuse Alexandra Campbell. 
Aujourd'hui, la Villa Cagni Troubetzkoy est exploité par le groupe para-hôtelier C4 Collection.

## Business France

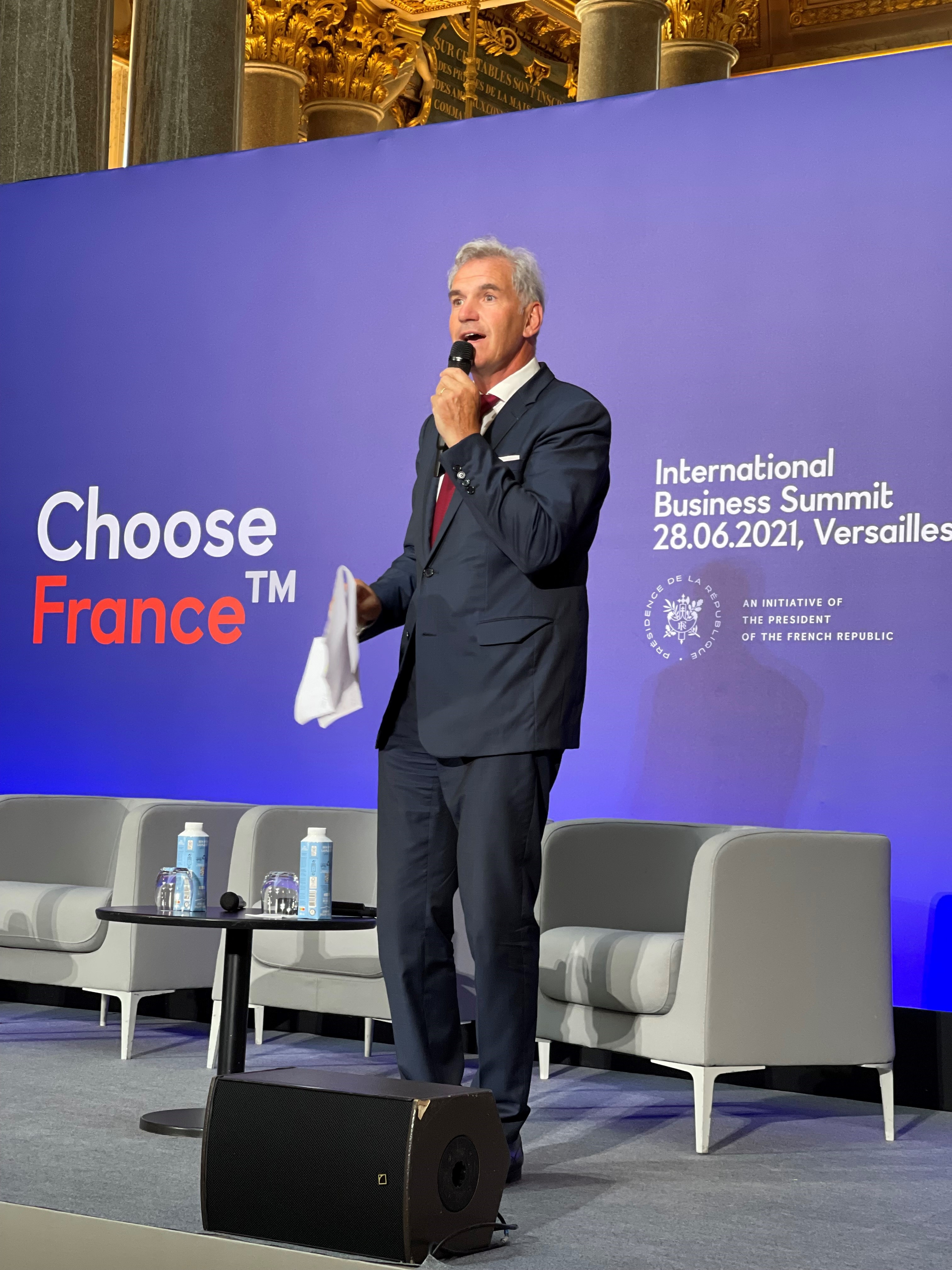
Pascal Cagni à Versailles, pour la 4ème édition du Sommet Choose France (Juin 2021).

En août 2017, Pascal Cagni est nommé président du conseil d’administration de l’agence Business France et ambassadeur délégué aux investissements internationaux par le président de la République Emmanuel Macron. Il a été reconduit à cette fonction en mai 2025.
Il œuvre ainsi à promouvoir et valoriser la France comme terre d’accueil des investissements internationaux, notamment lors des grands événements économiques et des visites d'État dans lesquelles il est très investi, en expliquant de manière régulière les réformes menées en France, en entretenant des contacts permanents et de haut niveau avec les investisseurs étrangers ou en animant les réseaux d’influence sur le plan économique et international,,.
Depuis sa prise de fonction en 2017, il a ainsi rencontré en tête à tête plus de 800 dirigeants d'entreprises étrangères, et la France a continuellement progressé dans les classements d’attractivité économique européens, atteignant la 1ère place en nombre de projets internationaux en 2019, et conservant cette place pendant 4 années consécutives.
Pascal Cagni a en particulier participé à la mise en place du désormais annuel Sommet Choose France de Versailles, événement initié par le Président de la République en 2018. La 6e édition du Sommet a eu lieu en mai 2023. Avec 28 annonces, pour un total de 13 milliards d’euros d’investissements et 8 000 emplois sur l'ensemble du territoire, le sixième Sommet Choose France confirme la place de la France comme leader en Europe en matière d’accueil des investisseurs : pour la quatrième année consécutive, la France devient le pays le plus attractif d’Europe avec 1 259 nouveaux projets d’investissements recensés en 2022.
Depuis 2019, Pascal Cagni préside le jury des Prix Choose France mettant à l'honneur les investisseurs étrangers qui ont choisi la France. La 5e édition de cette rencontre annuelle des investisseurs, organisée en partenariat avec les États de la France en novembre 2023, a récompensé les entreprises GSK, Amadeus, FedEx et Iveco Group. 
Pascal Cagni est également l'un des acteurs centraux de l'initiative Scale-Up Tour, lancée par Emmanuel Macron en 2018, qui avait pour objectif premier de renforcer les investissements financiers étrangers dans les start-ups de la French Tech. Devenu en 2021 le Scale-Up Europe, le projet aspire désormais et plus globalement à fédérer les grands acteurs européens de l'innovation pour atteindre un effet d'échelle et favoriser l'émergence d'un écosystème tech d'envergure continentale.

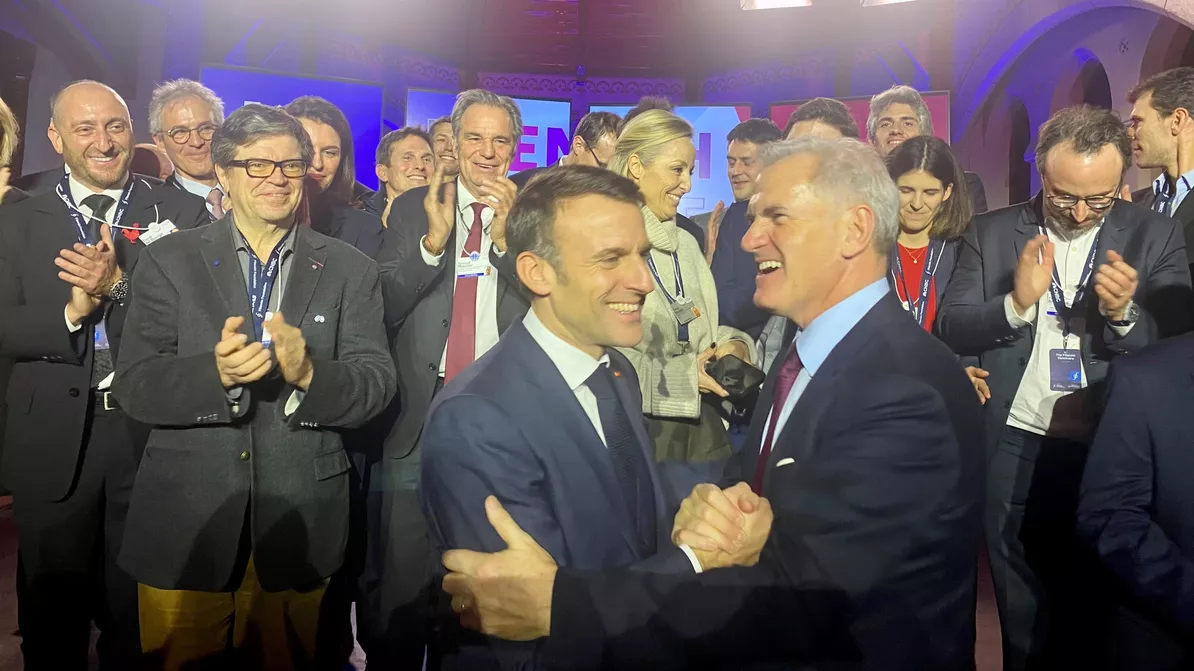
Emmanuel Macron et Pascal Cagni, le président de Business France, lors de la French Soirée organisée à Davos en 2024. Ivan Letessier, Le Figaro

En janvier 2024, Pascal Cagni a activement participé à plusieurs événements clés comme le Sommet Destination France, rassemblant des acteurs publics et privés pour des échanges autour du savoir-faire français, de l'innovation et des opportunités d'investissement, ainsi que des visites d'État en Inde et en Suède (la première depuis l'an 2000), et le World Economic Forum à Davos, aux côtés du président Emmanuel Macron et d'une délégation de 20 start-up françaises.
Le 13 mai 2024, le sommet « Choose France » donne lieu à des annonces d’investissements record de 15 milliards d’euros pour 56 projets, alors que le cabinet EY positionne à nouveau la France comme premier pays destinataire des investissements internationaux en Europe pour la 5e année consécutive. A l’été, Pascal Cagni participe au dispositif « Terre de champions » mis en place par Business France pendant les Jeux Olympiques et Paralympiques de Paris. Il participe à deux visites avec le Président de la République: à New-York en septembre, lors de la semaine des Nations-Unis (22-27 septembre), et en Arabie saoudite en décembre.  Enfin, du 2 au 5 décembre, il participe à la visite présidentielle en Arabie saoudite. 
En janvier 2025, Pascal Cagni participe au World Economic Forum de Davos et, en février 2025, au Sommet pour l'action sur l'Intelligence artificielle à Paris.

### Coopération franco-italienne et le Traité du Quirinal
Il fait partie du groupe de travail du Traité du Quirinal, initiative impulsée par Emmanuel Macron et Paolo Gentiloni en janvier 2018, qui vise à améliorer la relation et coopération franco-italiennes, en particulier dans les domaines de l’industrie et de la culture. « Nous sommes culturellement, linguistiquement, historiquement, et économiquement très proches. Mais longtemps cette proximité a été considérée comme acquise, naturelle, sans qu’elle soit nourrie comme l’a pu être la relation Franco-Allemande avec les Traités de l’Elysée et d’Aix-la- Chapelle », rappelle-t-il dans son interview auprès du Club Italie-France. Le Traité du Quirinal a pour objectif d’accroitre la coopération la France et l’Italie, sur des sujets variés tels que l'économie, la technologie, l'industrie, la défense, la politique spatiale et la politique étrangère. Pour chacun de ces domaines, Pascal Cagni a contribué à fixer des engagements clairs. Parmi eux : la mise en place d’un programme d’appui conjoint à l’innovation technologique pour les PME et start-up pour stimuler leur coopération transfrontalière. Le Traité, signé par Emmanuel Macron et Mario Draghi le vendredi 26 novembre 2021, est très rare en Europe : il s’agit seulement du second traité signé par la France après celui de l’Elysée, paraphé en 1963 avec l’Allemagne, complété par celui d’Aix-la-Chapelle en 2019. En octobre 2024, il se rend à Rome pour une conférence dédiée à l’attractivité de la France devant des investisseurs italiens.

## Autres mandats
Depuis novembre 2024, Pascal Cagni est membre du conseil d'administration de l'Etablissement public du château, du musée et du domaine national de Versailles.
Il est également administrateur indépendant de la Banque Transatlantique (Groupe CIC) depuis 2006.
Il a été administrateur non-exécutif de Kingfisher Plc (2010-2019), membre du Conseil de Surveillance de Vivendi (2012-2017), administrateur non exécutif de Style.com, site de vente en ligne du Groupe Condé Nast (2015-2017).
En 2014, il conduit une revue stratégique du Groupe Net-A-Porter pour le compte de Richemont et établit un plan de relance incluant une amélioration de la stratégie commerciale et des systèmes d’information, préparant ainsi le groupe pour sa fusion avec Yoox.
Pascal Cagni est membre du Cercle Outre-Manche ayant pour objectif de mettre en avant les meilleures pratiques de la France et du Royaume Uni. Il a également été nommé Conseiller du Commerce Extérieur de la France au Royaume Uni en 2009.
Depuis 2014, il fait partie de la Commission globale d’Internet sur la gouvernance (GCIG) qui formule des recommandations sur l’avenir de la gouvernance d’Internet.

## Distinctions
Pascal Cagni a reçu de Christine Lagarde les insignes de chevalier dans l'Ordre national du Mérite en 2006.
En janvier 2021, il est nommé, sur proposition du ministre de l'économie Bruno Le Maire, au grade de chevalier dans l'Ordre national de la Légion d'honneur pour son investissement au service de l'intérêt général dans le domaine économique.

## Activités caritatives
Pascal Cagni a créé la Fondation Cagni (en anglais, The Cagni Foundation) qui vise à favoriser l’accès des jeunes de milieux défavorisés à l’enseignement supérieur, à l’art et à la culture. Il est également l'un des principaux bienfaiteurs de la Fondation HEC.